# Volleyboll (boll)
En volleyboll är en boll som används för att spela inomhusvolleyboll, beachvolleyboll eller andra mindre vanliga variationer i sporten. Volleybollar är runda och består traditionellt av arton nästan rektangulära paneler av syntetiskt eller äkta läder som är arrangerade i sex identiska sektioner av tre paneler. År 2008 antog FIVB en ny Mikasa med endast åtta paneler för en mjukare känsla som sin officiella inomhusboll. En ventil tillåter att det interna lufttrycket justeras. 

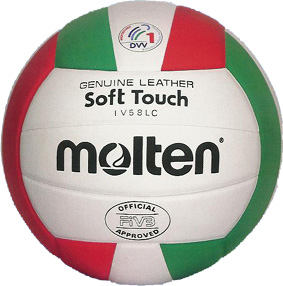
En Molten inomhusvolleyboll

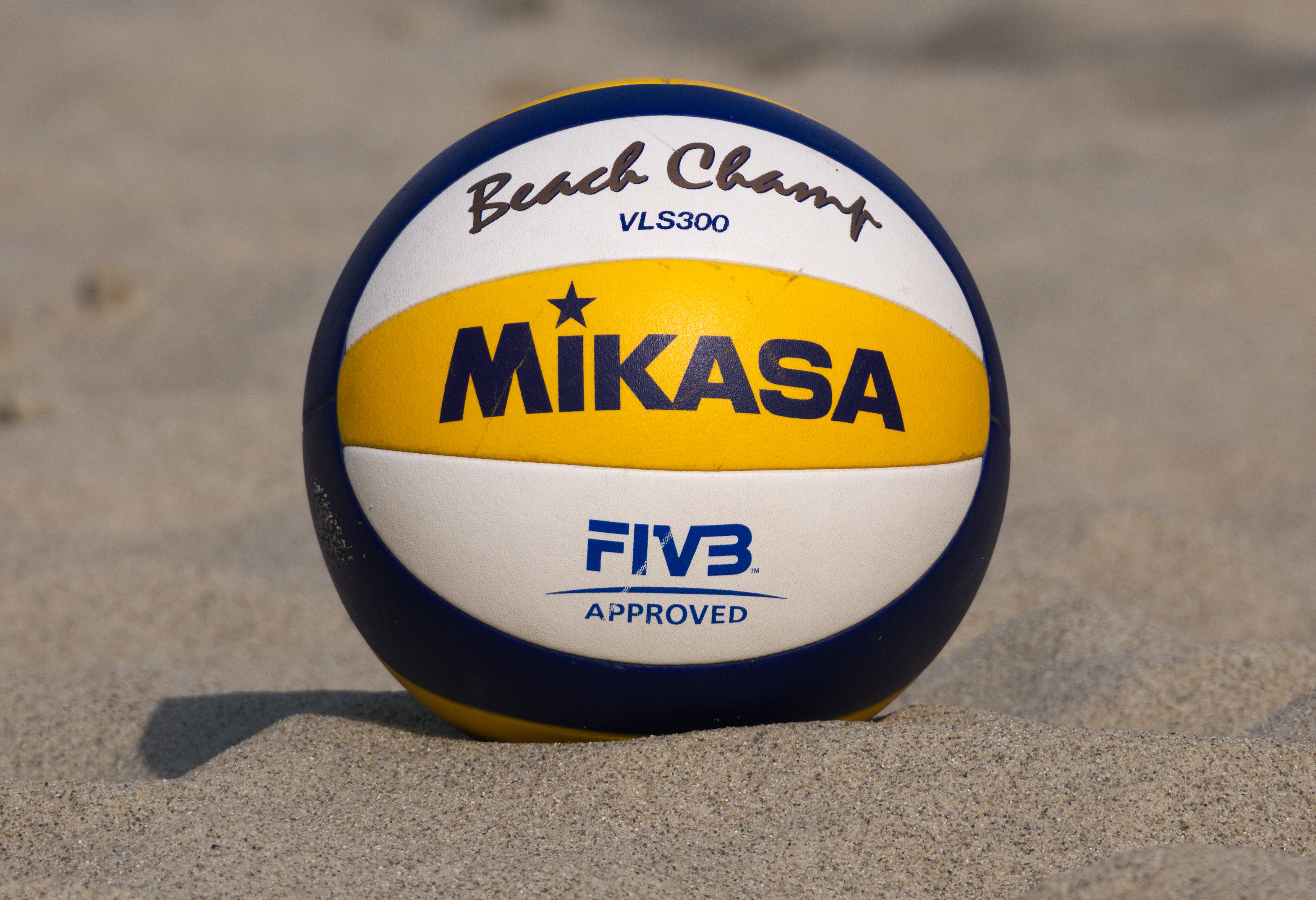
Mikasa VLS300 officiella beachvolleyball FIVB beach evenemang (2017)

## Volleybollens kännetecken
En matchboll för inomhusspel har omkretsen 65–67 cm och väger 260–280 gram.
Inomhusvolleybollar är designade för inomhusversionen av sporten och beachvolleybollar för strandspelet. 
Inomhusvolleybollar kan vara heltvita eller en kombination av två eller tre olika lättskiljbara färger. De är gjorda i två versioner: 
- Ungdomsversionen, den är något mindre och väger mycket mindre än en vuxenvolleyboll
- Standardversionen, den är till för att tillgodose ungdomens användning

Beachvolleybollar är något större än vanliga inomhusbollar, har en hårdare yttre struktur och ett lägre inre tryck. De kan vara ljusa eller helvita. De allra första volleybollarna var gjorda av läderplåt över en gummikropp. 

### Större märken
Det finns flera märken av tävlingsvolleybollar som används, exempelvis: 
- Tachikara
- Molten
- Wilson
- Mikasa
- Mizuno
- Nike
- Spalding
- Beta

### Antagna användningsområden
- Mikasa tillverkar de officiella bollarna i FIVB, volleybollens världsorganisation och CEV, Europeiska volleybollförbundet (strand- och inomhusvolleyboll)
- Molten tillverkar den officiella volleybollen i USA
- Molten gör den officiella bollen i NCAA Volleyball (inomhusvolleyboll).
- Wilson tillverkar den officiella bollen i Association of Volleyball Professionals (strandvolleyboll)